# NGC 98
NGC 98 là một thiên hà xoắn ốc có rào chắn trong chòm sao Phượng Hoàng. Thiên hà NGC 98 được nhà thiên văn học người Anh John Frederick William Herschel phát hiện vào ngày 6 tháng 9 năm 1834.